# Безменово
Безме́ново (рос. Безменово) — присілок у складі Юргинського округу Кемеровської області, Росія.

## Населення
Населення — 580 осіб (2010; 502 у 2002).
Національний склад (станом на 2002 рік):
- росіяни — 90 %